# Miss Harriet
Pour le recueil, voir Miss Harriet (recueil).
Miss Harriet est une nouvelle de Guy de Maupassant, parue en 1883.

## Historique
La nouvelle Miss Harriet est prépubliée dans le journal Le Gaulois du 9 juillet 1883, puis, chez l'éditeur Victor Havard (1884), repris par Paul Ollendorff à partir de 1901, où elle figure incluse dans un recueil, Miss Harriet, en de multiples éditions, dont plusieurs illustrées, jusqu'en 1936,.
La nouvelle est dédiée « à Madame… », mais sur le manuscrit qui servit à l’impression initiale de la nouvelle il est écrit « À madame la comtesse Potocka / hommage d’un ami dévoué / Guy de Maupassant ».
Les deux titres envisagées par Maupassant pour sa nouvelle étaient Miss Hastings — qui figure dans l'édition du Gaulois — et Miss Butler.
Pleine de drôlerie, cette nouvelle est pourtant l'une des plus poignantes de Maupassant. Le narrateur, objet involontaire d'une passion pathétique, se prend pour la malheureuse Miss Harriet d'une tendresse authentique. Maupassant donne ici la mesure de son talent à décrire les paysages – on l'a qualifié d’« écrivain impressionniste ». Dans ce texte taillé au cordeau, les sentiments qui se tissent entre les personnages sont décrits avec une grande délicatesse, empreinte d'une profonde humanité.

## Résumé
Le narrateur est Léon Chenal, un vieux peintre, qui est parti d’Étretat pour aller visiter les ruines de Tancarville. Il se trouve dans un break avec six autres personnes et décide de raconter à ses compagnons « le plus lamentable amour » de sa vie. À l’époque, c'était un jeune peintre qui allait d’une auberge à l’autre pour peindre la nature. Un jour, il s'arrêta dans le petit village de Bénouville et descendit dans une petite ferme où on logeait des voyageurs. Il y n'y avait là qu'une Anglaise en villégiature. 
Cette dame était une vieille fille qui s’appelait Miss Harriet.  Elle était maigre, sèche, ses cheveux étaient gris, et dans le village on la qualifiait d'"hérétique" parce qu’elle distribuait à tout le monde des livres de propagande protestante. Mais, en fait, c’était une femme d’une moralité parfaite, juste une excentrique. Elle ne parlait jamais à table, mangeait vite tout en lisant son petit livre biblique, se promenait seule dans la nature et, le soir sur la falaise, "regardait passionnément la vaste mer dorée de lumière". Ses allures étranges lui valaient d’être qualifiée de « démoniaque » par les paysans du coin et intriguaient Léon.
Un jour Léon fit une peinture de la nature qu’il voulut montrer à tout le monde. Miss Harriet tomba en extase devant le tableau et ils devinrent amis. L’Anglaise, qui admirait le travail de Léon, l'accompagnait dans ses promenades pour le regarder peindre.  
Les jours passant, Léon perçut une évolution étrange dans le comportement de Miss Harriet. Elle semblait lutter intérieurement contre une force inconnue, jusqu'au jour où elle éclata en sanglots devant lui. Ayant compris les sentiments de la pauvre femme, Léon jugea qu'il était pour lui temps de partir ailleurs. 
Le soir de cette journée, Miss Harriet surprit Léon dans les bras d'une fille de ferme. Elle resta immobile un instant, comme en face d'un spectre, puis disparut dans la nuit.
On la retrouva le lendemain : elle s'était jetée au fond d'un puits.

## Éditions
- Miss Harriet, dans Maupassant, Contes et Nouvelles, tome I, texte établi et annoté par Louis Forestier, éditions Gallimard, Bibliothèque de la Pléiade, 1974  (ISBN 978 2 07 010805 3).
- Maupassant, Toine et autres contes normands, texte établi et annoté par Anne Princen, éditions Flammarion, 2015  (ISBN 978-2-0813-5315-2)